# Dinastía Xin
La dinastía Xin (en chino tradicional, 新朝; en chino simplificado, 新朝; pinyin, Xīn Cháo; Wade-Giles, Hsin Ch'ao; literalmente, ‘Dinastía Nueva’) fue una dinastía china (aunque estrictamente hablando solo tuvo un emperador) que duró desde el año 9 hasta el año 23. Siguió a la dinastía Han Occidental y precedió a la dinastía Han Oriental.
El único emperador de la dinastía Xin, Wang Mang (王莽), era el sobrino de la gran emperatriz viuda Wang Zhengjun. Después de la muerte del sobrino político de la emperatriz, el emperador Ai, en el 1 a. C., Wang Mang llegó al poder. Después de varios años cultivando el culto a la persona, finalmente se proclamó a sí mismo emperador en el año 9.